# Tarata
Tarata ist eine Landstadt im Departamento Cochabamba im südamerikanischen Andenstaat Bolivien.

## Lage im Nahraum
Tarata ist der Sitz der Verwaltung der Provinz Esteban Arce und liegt im Municipio Tarata auf der 490 km² großen fruchtbaren Hochebene des Valle Alto. Die Ortschaft liegt auf einer Höhe von 2766 m südlich des Stausees La Angostura.

## Geographie
Tarata liegt im Übergangsbereich zwischen der Anden-Gebirgskette der Cordillera Central und dem bolivianischen Tiefland. Die mittlere Durchschnittstemperatur der Region liegt bei etwa 18 °C (siehe Klimadiagramm Cochabamba) und schwankt nur unwesentlich zwischen 14 °C im Juni/Juli und 20 °C im Oktober/November. Der Jahresniederschlag beträgt nur rund 450 mm, bei einer ausgeprägten Trockenzeit von Mai bis September mit Monatsniederschlägen unter 10 mm, und einer Feuchtezeit von Dezember bis Februar mit 90 bis 120 mm Monatsniederschlag.

## Geschichte
Tarata war der Hauptort des von 1866 bis 1871 existierenden Departamentos Tarata.

## Verkehrsnetz
Tarata liegt in einer Entfernung von 36 Straßenkilometern südöstlich von Cochabamba, der Hauptstadt des gleichnamigen Departamentos.
Von Cochabamba führt die asphaltierte Nationalstraße Ruta 7 in südöstlicher Richtung 18 Kilometer bis zum Staudamm von La Angostura, von dort eine unbefestigte Landstraße weitere 18 Kilometer weiter nach Süden bis Tarata.

## Bevölkerung
Die Einwohnerzahl der Ortschaft ist in den vergangenen beiden Jahrzehnten um fast die Hälfte angestiegen:
| Jahr | Einwohner | Quelle       |
| ---- | --------- | ------------ |
| 1992 | 2826      | Volkszählung |
| 2001 | 3323      | Volkszählung |
| 2012 | 3952      | Volkszählung |
| 2024 |           | Volkszählung |

Die Region weist einen hohen Anteil an Quechua-Bevölkerung auf, im Municipio Tarata sprechen 91,7 Prozent der Bevölkerung Quechua.

## Bekannte Söhne und Töchter des Ortes
Tarata ist Geburtsort folgender Persönlichkeiten:
- Esteban Arce (1765–1815), General
- René Barrientos Ortuño (1919–1969), bolivianischer Präsident (1964–1966 und 1966–1969)
- José Mariano Melgarejo (1820–1871), bolivianischer Präsident (1864–1871)
- Iván Prado Sejas (* 1953), bolivianischer Psychologe, Schriftsteller und Dichter